# Les dix commandements
Les Dix Commandements kan syfta på flera verk kallade "De tio budorden" på olika språk, se The Ten Commandments för några andra sådana.
Les dix commandements ("De tio budorden") är en fransk musikal med musik av Pascal Obispo och text av Lionel Florence och Patrice Guirao, grundad på den bibliska historien om uttåget ur Egypten. Uruppförandet var i Paris i oktober 2000.